# 千代田区議会
千代田議会（ちよだくぎかい）は、東京都千代田区に設置されている地方議会である。

## 概要
- 定数：25人
- 任期：4年 （2023年5月1日 - 2027年（令和5年）4月30日）
- 選挙区：区全体を1選挙区とする大選挙区制（単記非移譲式）
- 議長：秋谷こうき（#次世代・都民ファースト・立憲の会）＜無所属＞
- 副議長：池田とものり（千代田区議会　自由民主党）

## 会派
| 会派名称                            | 会派名称     | 議員名         | 議員名         | 議員名             | 所属党派     |
| ----------------------------------- | ------------ | -------------- | -------------- | ------------------ | ------------ |
| ＃次世代・都民 ファースト・立憲の会 |              | 入山たけひこ   | 冨山あゆみ     | 秋谷こうき         | 無所属       |
| ＃次世代・都民 ファースト・立憲の会 | 小野なりこ   | おのでら亮     |                | 都民ファーストの会 |              |
| ＃次世代・都民 ファースト・立憲の会 | 岩佐りょう子 | 岩田かずひと   |                | 立憲民主党         |              |
| 千代田区議会 自由民主党             |              | 大坂隆洋       | 小林たかや     | 林則行             | 自由民主党   |
| 千代田区議会 自由民主党             | 西岡めぐみ   | 池田とものり   | はやお恭一     |                    | 自由民主党   |
| 千代田区議会 自由民主党議員団       |              | 永田壮一       | 白川司         | 桜井ただし         | 自由民主党   |
| 公明党議員団                        |              | 米田かずや     | えごし雄一     |                    | 公明党       |
| ちよだの声                          |              | 小枝すみ子     | はまもりかおり |                    |              |
| 日本維新の会 千代田議員団           |              | 春山あすか     | のざわ哲夫     |                    | 日本維新の会 |
| 日本共産党                          |              | 牛尾こうじろう |                |                    | 日本共産党   |
| 国民民主党                          |              | 田中えりか     |                |                    | 国民民主党   |
| 002024年9月11日時点                 |              |                |                |                    |              |

## 議員報酬等
| 役職   | 報酬            | 政務活動費  |
| ------ | --------------- | ----------- |
| 議長   | 月額 92万5000円 | 月額 15万円 |
| 副議長 | 月額 80万9000円 | 月額 15万円 |
| 議員   | 月額 61万8000円 | 月額 15万円 |

※別途、年2回期末手当あり

## 歴代議長
- 小林兵庫 1951年[2] -

## 沿革
2024年
- 1月24日 - 千代田区議会の元議長で区議会議員の嶋崎秀彦と、千代田区の元担当部長が、区立お茶の水小学校・幼稚園の改築工事の2件の一般競争入札に関する情報を業者に漏らしたとして、官製談合防止法違反の疑いで警視庁に逮捕された。嶋崎は同日、区議を辞職した[3]。
- 2月14日 - 児童館の改修工事など別の3件の入札でも業者に情報を漏えいしたとして、嶋崎と元部長が官製談合防止法違反容疑で再逮捕された[4]。
- 3月9日 - 入札情報を漏えいした見返りに業者側から10万円分の商品券などの賄賂を受け取ったとして、嶋崎があっせん収賄容疑で再逮捕された[5]。

## 論争
- 2020年7月27日、区議会は地方自治法違反（偽証、証言拒否）の疑いで石川雅己区長を刑事告発する決議をした。翌28日、石川は先述の決議を自身に対する不信任の議決と判断し、区議会議長に解散を通知した。区議会は先の告発決議は不信任の議決ではなく解散を無効として応じない姿勢を示していた[6]。区議会は解散の執行停止を東京地裁に申し立て、東京地裁は区議会の主張を認めたため区長は解散を取り消した[7]。

## 出身者
国会議員（元職）
- 加藤清政（社会党衆議院議員）

前職・元職
- 内田茂（東京都議会議員） - 千代田区議会議員の内田直之の義父。